# Gynoplistia vigilans
Gynoplistia vigilans är en tvåvingeart som beskrevs av Alexander 1951. Gynoplistia vigilans ingår i släktet Gynoplistia och familjen småharkrankar. Inga underarter finns listade i Catalogue of Life.